# 松田京子
松田 京子（まつだ きょうこ）は、圭三プロダクション所属のフリーアナウンサー。
高知県出身。土佐女子中学高等学校、福岡女子短期大学卒業。法政大学大学院政策創造研究科博士前期課程修了。修士（政策学）。全日本きもの女王四国代表、ミス高知となったことをきっかけにフリーアナウンサーになる。現在は、明治大学リバティーアカデミー「人を虜にするプレゼンの極意」講師。プレジデント社「環境フォトコンテスト」「PRESIDENT祭り」「PRESIDENT経営者セミナー」、日本生活協同組合連合会・日本コープ共済生活協同組合連合会・日本医療福祉生活協同組合連合会「賀詞交歓会」等、司会を中心に活動している。四万十市観光大使、関東高知県人会常任幹事、関東仁淀ブルーの会副会長。
趣味は写真、俳句、朗読、料理。特技は着付け。

## 出演番組
NHK
- 金曜フォーラム
- 土曜特集
- やってみようなんでも実験（Eテレ）

日本テレビ
- ルックLOOKアースの朝コマ

TBSテレビ
- タッチ・ミー（テレショップキャスター）

テレビ東京
- 特ダネ情報館
- 売れ線倶楽部リポーター
- 朝はビタミン!
- ものスタMOVEリポーター（2011年4月15日-2011年9月16日、隔週金曜リポーター）
- 7スタLIVE（2011年10月 - ）

フジテレビ
- プロ野球ニュース12球団ニュース

チバテレビ
- カラオケトライアル
- 船橋だより
- ワイドいちかわ

東京ＭＸテレビ
- TCKインフォメーションキャスター
- 東京シティ競馬中継司会ほか